# Korshamns naturreservat
Korshamns naturreservat är ett naturreservat i Värmdö kommun i Stockholms län.
Området är 1,3 hektar stort och naturskyddat sedan 1962. Reservatet ligger på Stångbergsudd, den nordliga udden på den med Fågelbrolandet landfasta halvön Malmaön, och vetter i öster mot Nämdöfjärden. Reservatet består av tall- och granskog. I reservatet finns omkring 15 jättegrytor varav den största mäter 6 meter i diameter.